# Німецько-російські війни
Німе́цько-росі́йські ві́йни (рос. русско-германские войны, русско-немецкие войны) — війни між німецькими державами (Священною Римською імперією, Тевтонським і Лівонським орденами, Пруссією, Лівонією, Німеччиною) і Росією (Московським царством, Російською імперією, СРСР). Почалися з ХІІ ст., велися переважно на території Східної Балтики. У ХХ ст. проходили на теренах історичної Лівонії (Латвія, Естонія), Литви, а також землях Білорусі й України. Внаслідок воєн у ХХ ст. балтійська й українська німецькі спільноти практично припинили існування, а територія Східної Пруссії з Кенігсбергом, одним із найбільших центрів німецького політично-культурного життя XVII—XIX ст., опинилися під владою Росії.

## Список
- XII — XIII ст. Північні хрестові походи
- 1558—1583: Лівонська війна
- 1756—1763: Семирічна війна
- 1914—1918: Перша Світова війна
- 1939—1945: Друга Світова війна
  - 1941—1945: Німецько-радянська війна